# 維利尼揚卡 (波洛希區)
47°46′16″N 35°49′23″E / 47.77111°N 35.82306°E
維利尼揚卡（烏克蘭語：Вільнянка）是位於烏克蘭東南部的村莊，由扎波羅熱州波洛希區的普雷奧布拉任卡市鎮負責管轄。該村始建於1920年，面積1.29平方公里，海拔高度129米，2001年人口232，人口密度每平方公里180.1人。